# 佐倉機関区
佐倉機関区（さくらきかんく）は、かつて千葉県佐倉市にあった日本国有鉄道（国鉄）千葉鉄道管理局・日本貨物鉄道（JR貨物）関東支社の車両基地である。

## 配置車両に表示される略号
機関車：「佐」…佐倉の「佐」から構成される。

## 配置車両

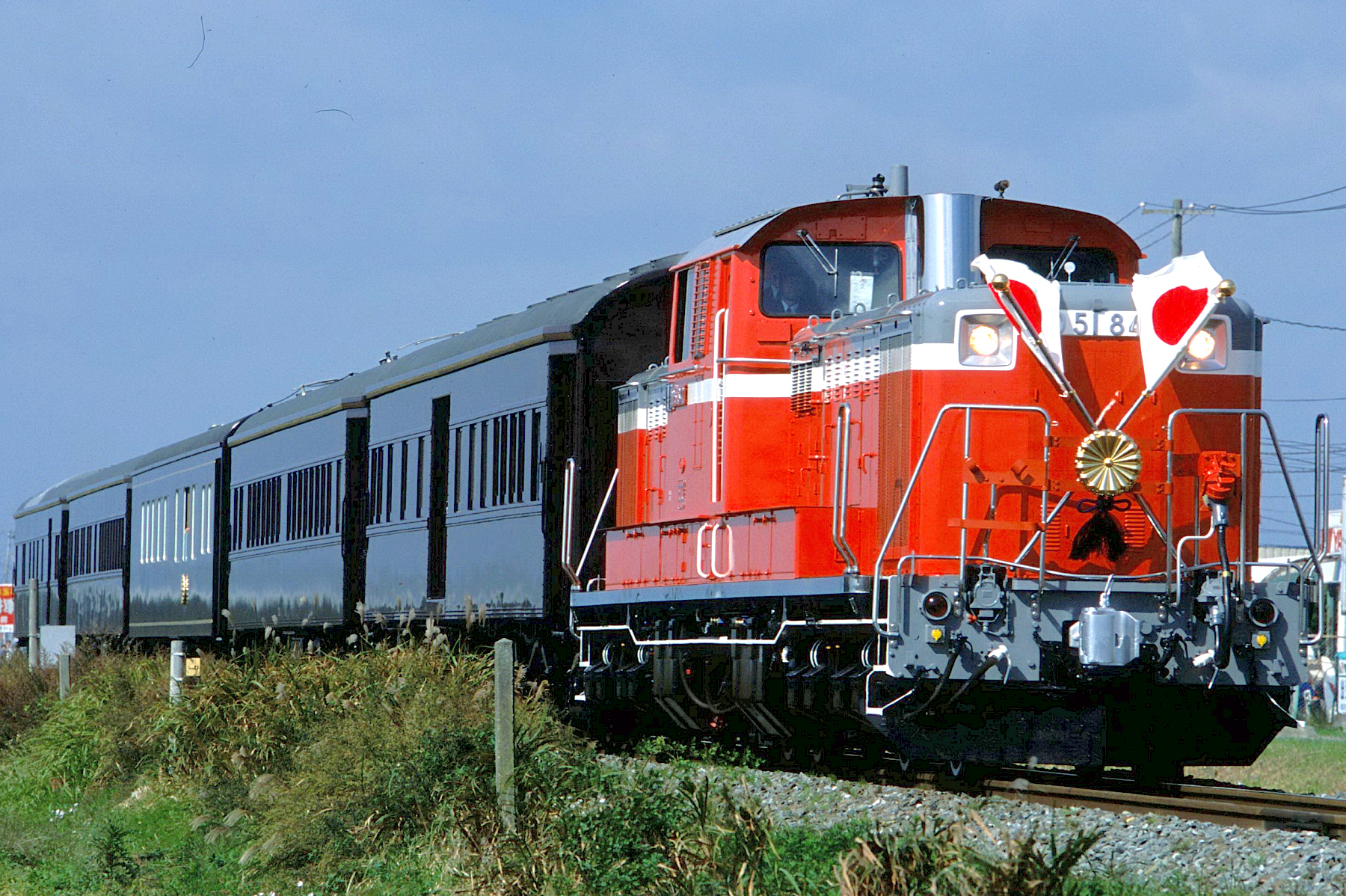
DD51 842
（新製配置車・在籍時にお召し列車の牽引実績あり）

基本的にディーゼル機関車のみ配置されていた。国鉄時代は千葉地区の旅客・事業用列車も担当していたが、国鉄分割民営化直前に田端運転所に移管されている。民営化後は、鹿島方面への貨物列車を中心に担当していた。

### JR貨物時代の配置車両
- DD51形ディーゼル機関車
- DE10形ディーゼル機関車

### 国鉄時代の配置車両
蒸気機関車
- 5500形 -（在籍1931年）
- 8620形 -（在籍1931年-1969年）
- 6760形 -（在籍1932年-1943年）
- C10形 -（在籍1934年－1936年）
- C11形 -（在籍1934年－1936年）
- C50形 -（在籍1939年-1943年）
- 1000形 -（在籍1947年）
- C58形 -（在籍1948年-1969年）
- C57形 -（在籍1963年-1969年）
- 局別「機関車配置表』1931年～1970年（1937年/1945年/1946年を除く）から

## 歴史
- 1894年（明治27年）7月20日：総武鉄道（現在の総武本線）開業に併せて本所機関庫佐倉分庫として開設。
- 1907年（明治40年）9月1日：総武鉄道の国有化により官鉄に移管。
- 1920年（大正9年）7月1日： 千葉機関庫佐倉分庫に改組。
- 1932年（昭和7年）3月11日：千葉機関庫佐倉分庫より佐倉機関庫に改称[1]。
- 1936年（昭和11年）9月1日：佐倉機関区に改称。
- 1950年（昭和25年）8月1日：地方組織改正により千葉鉄道管理局の管轄（民営化まで）とされる。
- 1961年（昭和31年）2月：千葉機関区（初代）の廃止に伴い、所属機関車の大半が当区に転入し、県内唯一の機関区となる（千葉局の機関車配置数では新小岩機関区が最大）。
- 1969年（昭和44年）
  - 1月24日：千葉局無煙化にそなえ、ディーゼル機関車（DL）DE10が配置される。
  - 12月11日：'44.10の千葉局無煙化完了による休車指定の残存蒸気機関車が全て廃車となり、本区はDL区となる。
- 1987年（昭和62年）4月1日：国鉄分割民営化によりJR貨物が継承。関東支社の管轄となる。木更津支区はJR東日本に移管し、幕張電車区木更津支区に改組改称。
- 1997年（平成9年）3月21日：新設された千葉機関区（2代目）に車両配置を移管して廃止。

## 木更津支区
国鉄時代は木更津支区（現・幕張車両センター木更津派出）も当区で管轄していたが、当区がJR貨物に承継されることに伴い幕張電車区（現・幕張車両センター）に移管された。その後、2004年（平成16年）に千葉運転区木更津支区への変更を経て、2007年（平成19年）3月から現行の幕張車両センター木更津派出となっている。また、1987年（昭和62年）の民営化後も千葉支社管内の事業用列車・工臨用としてJR東日本所属のDE10形が佐倉に常駐していたが、当区の廃止に伴い木更津常駐に変更された。
国鉄時代に配置された蒸気機関車はB10形（在籍1931年-1933年）、1070形（在籍1933年）、C12形（在籍1935年-1953年）

## 現在

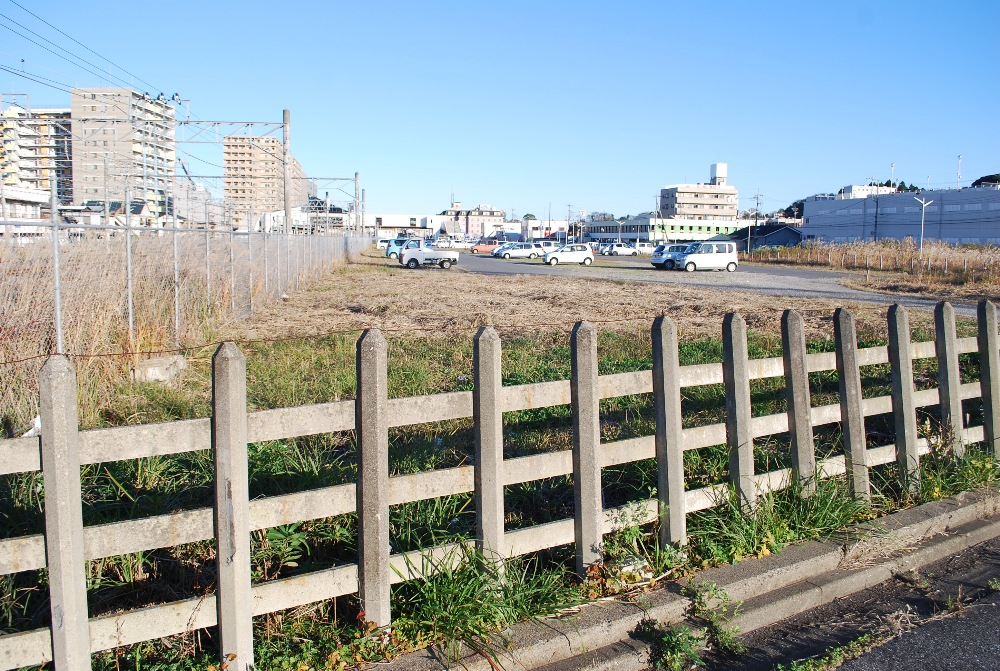
機関区跡地

- 現在は当区から移管された千葉機関区も車両配置はなくなっており、鹿島方面の貨物列車は電気機関車がスルー牽引している。
- 機関区跡地は駐車場などとして活用されている。

2022年（令和四年）現在はパチンコ屋の駐車場として利用されている